# Christa Free
Christa Free, auch Christa Lindinger (* 7. April 1946) ist eine deutsche Filmschauspielerin.

## Leben
Christa Free wurde vom Schweizer Filmproduzenten Erwin C. Dietrich entdeckt. Er gab ihr mehrmals hervorgehobene Rollen in seinen Sexploitationsfilmen, unter anderem als Miss Jonas in Der Teufel in Miss Jonas und Was geschah wirklich mit Miss Jonas?, beide 1974.

## Filmografie
- 1972: Blutjunge Verführerinnen 2
- 1972: Blutjunge Masseusen
- 1972: Die Mädchenhändler
- 1973: Die Bett-Hostessen
- 1973: Mädchen, die nach Liebe schreien
- 1974: Der Teufel in Miss Jonas
- 1974: Mädchen, die sich hocharbeiten
- 1974: Frauen, die für Sex bezahlen
- 1974: Was geschah wirklich mit Miss Jonas?
- 1975: Mädchen, die sich selbst bedienen
- 1877: Tänzerinnen für Tanger